# Hangame
Hangame（한게임），為韓國的NHN股份公司於1998年在韓國開始營運、2000年透過NHN Japan開始在日本營運的網絡遊戲社群網站。Hangame的han（한）在韓語中為「一」的意思，而Hangame本身就是「真的只有一個遊戲？」的意思。目前在韓國的會員有約2500萬人、日本的有約1700萬人，因此也確立為世界上最大型的網絡遊戲社群網站。

## 概要
從經典的撲克遊戲與桌球、日本將棋、圍棋等，到（從兩張圖片中）找不同、動作遊戲、電腦角色扮演遊戲等都有提供，而且大多數是免費的（除了一部分遊戲之外，其他遊戲都需要會員登錄）。另外，也有提供如奇跡及天上碑等收費遊戲，而每個收費遊戲都有它們各自的官方網站，所以用戶的管理也有分別。還有，在官方網站中已經要完全收費但在Hangame裡卻仍在免費階段的遊戲也有不少。另外除了遊戲之外，還有頭像與小組（サークル、Circle）。展示角色的大頭部的設計是頭像的特徵。
另外，小組與Mini Mail、以至網站中到處都有提供的BBS、聊天室等功能，令到Hangame已不只是一個遊戲網站了，而且以一個社群網站來說，其質素也很高。
很多知名的ISP與門戶網站都與此網站合作。
如果用戶不是使用微軟的Windows作業系統，以及同公司出品的Internet Explorer的話，該用戶便不能使用Hangame上的功能。這是因為其遊戲等功能使用了ActiveX。如果使用其他諸如Netscape Netvigator等的瀏覽器存取網站的話，那就不能使用套用到字句上的效果，同時也會顯示一個穿着企鵝服裝的頭像。
對於日文版Hangame來說，截至2005年5月31日為止，用戶ID可通用於多種服務（同公司營運的NAVER也包括在內），使用者能於知識plus、NAVER博客等服務中使用同一個ID。
然而，其後從2005年6月1日起，知識plus被轉移成為Hangame旗下的服務，NAVER博客則更改服務名稱為CURURU並需要用戶建立獨立的ID，而NAVER所提供的服務都停止了。
在2005年7月21日，同時在網站中遊玩的人數超過了10萬人，同年11月12日更達到15萬人。
現在，用戶除了能透過個人電腦上網站玩之外，一部分遊戲更能透過手提電話遊玩。

## 廣告

### 日本
Hangame從2005年開始推出廣告。
- 2005年度
  - 由長瀨智也演出。

- 2006年度
  - 由塚本高史演出。

## 外部連結
- 韓國版Hangame（页面存档备份，存于）
- （日語）日本版Hangame
- （日語）K-Tai Hangame（页面存档备份，存于）（手提電話用）
- （英文）NHN
- （日語）NHN Japan（页面存档备份，存于）